# Britanski trg

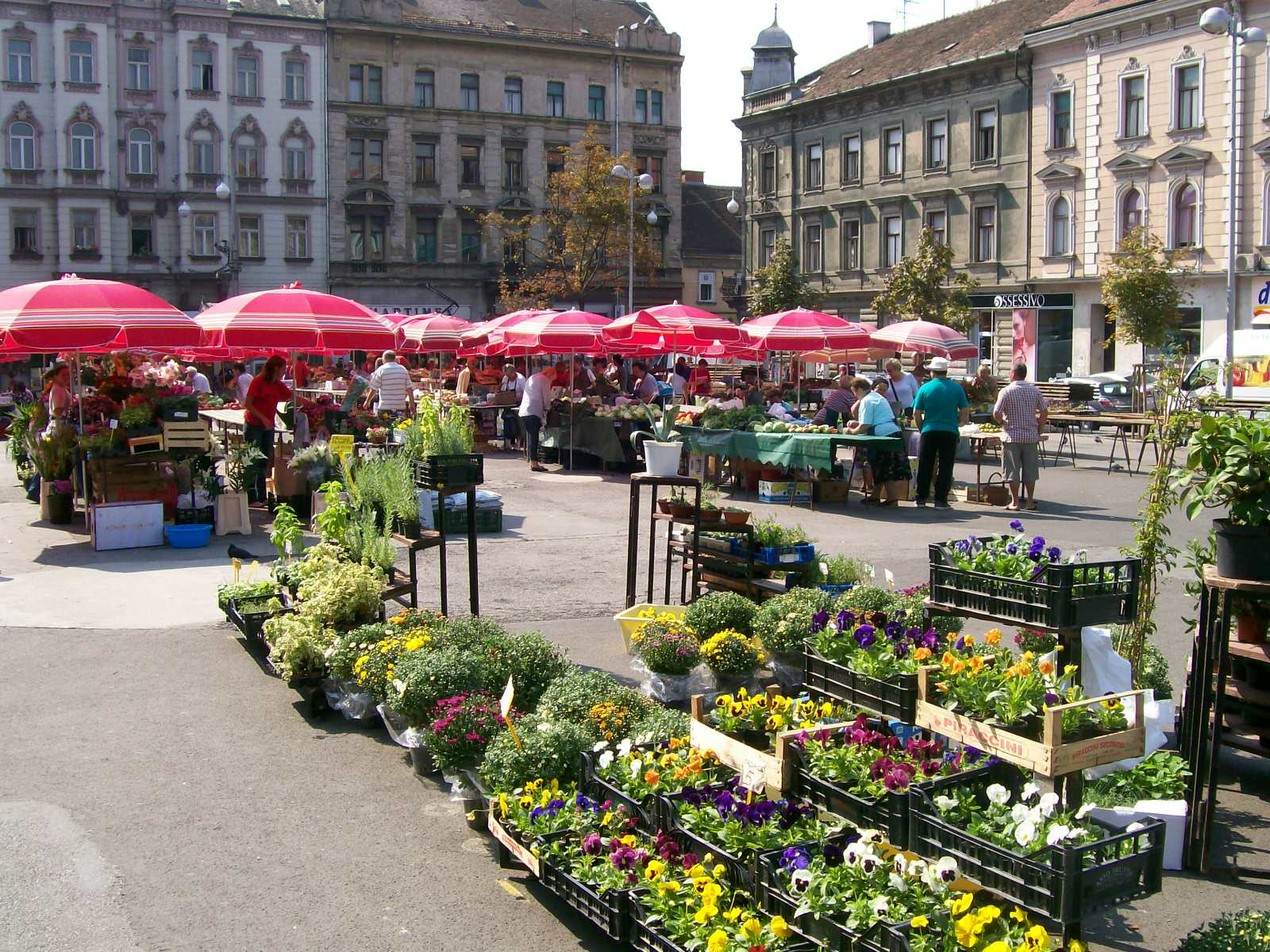
Britanski trg

Britanski trg é uma praça pública da cidade de Zagreb, na Croácia. Situa-se na rua Ílica, alguns blocos a oeste da praça Ban-Jelačić. O mercado ali começa no início da manhã até cerca do meio-dia, todos os dias; aos domingos tem lugar uma feira de antiguidades.